# Jacques Le Goff
Jacques Le Goff (* 1. Januar 1924 in Toulon; † 1. April 2014 in Paris) war ein französischer Historiker. Der Experte für die Geschichte des europäischen Mittelalters (Mediävistik) gehörte zur sogenannten Annales-Schule der École des hautes études en sciences sociales (EHESS) in Paris.

## Leben

### Herkunft und Jugend
Le Goff wurde als Sohn eines Lehrers in der Hafenstadt Toulon geboren. Dort wuchs er ohne Geschwister auf. Er besuchte Gymnasien in Toulon und Marseille sowie zur Vorbereitung auf ein Studium das renommierte Lycée Louis-le-Grand in Paris. Die erste prägende Erfahrung mit dem Mittelalter wurde im Alter von zwölf Jahren durch die Lektüre des Ritterromans Ivanhoe von Walter Scott geweckt. Unter dem Eindruck des Zweiten Weltkriegs war Le Goff vom romantisch-verklärten England des 12. Jahrhunderts fasziniert, „weil es [das Mittelalter] die nahezu magische Kraft besaß, mich in ein fremdes Territorium zu versetzen, mich aus den Wirrnissen und Unzulänglichkeiten der Gegenwart herauszureißen und sich mir damit gleichzeitig erregender und klarer zu präsentieren“. Seine tiefreligiöse Mutter gründete eine Freundesgruppe der katholisch geprägten Zeitung L’Aube. Die Zeitungsartikel dazu wurden von ihm eifrig gelesen, und er entwickelte ein brennendes Interesse an der Politik.
Am 28. November 1942 floh er in die Alpen und schloss sich der Résistance an. Einen Tag zuvor war auf Anordnung des Vichy-Regimes die französische Flotte am Hafen versenkt worden. In den Kriegswirren entschied er sich, Historiker zu werden.

### Akademische Laufbahn
In Paris nahm er 1945 das Studium der Geschichte an der École Normale Supérieure auf. Das an der Pariser Sorbonne vermittelte Mittelalterbild mit einem Schwerpunkt auf der Auswertung urkundlicher Quellen erschien ihm langweilig und einseitig. Er wollte sich fast schon vom Mittelalter abwenden. Für kurze Zeit verfiel er in „die wunderbare Welt Goethes, Heines, Rilkes und Thomas Manns“ und wollte ein Germanistikstudium aufnehmen. Doch der Einfluss von Maurice Lombard und Michel Mollat du Jourdain eröffnete ihm die ganze Bandbreite des Mittelalters. Prägend war vor allem auch der Kontakt mit der École des Annales, eines Zusammenschlusses von Historikern, die ein Geschichtsbild auf breitester Quellenbasis vertraten. Ein „definitives Interesse“ für das Mittelalter weckte in ihm der Mediävist Charles Edmond Perrin an der Sorbonne.
Die Jahre 1947 und 1948 verbrachte er in Prag. Dort verfasste er seine erste universitäre Arbeit Les Origines de l’université Charles de Prague au milieu du XIVe siècle. Nachhaltig prägte ihn der Februarumsturz von 1948, den er als Stipendiat vor Ort unmittelbar miterlebte. Dieser kommunistische Umsturz veränderte seine politische Einstellung. Er entschied sich, auf keinen Fall der kommunistischen Partei Frankreichs zu folgen. Sein Studium endete 1950 mit der Agrégation (Abschluss mit Lehrberechtigung an einem Gymnasium) im Fach Geschichte.
Von 1950 bis 1951 war er für ein Schuljahr Lehrer an einem Lycée in Amiens. Mit einem Stipendium hatte er von 1951 bis 1952 einen Aufenthalt in Oxford am Lincoln College. Er war 1952/53 an der École française de Rome und beeindruckt von dem mediterranen Lebensgefühl und den Forschungsmöglichkeiten der Vatikanischen Bibliothek.
An der Université Lille erhielt er eine Assistentenstelle bei Michel Mollat du Jourdain. Dort war er von 1954 bis 1959 tätig. Im Jahr 1960 ging er zu Fernand Braudel an die 6. Sektion der École Pratique des Hautes Études in Paris, wo er 1962 Professor wurde. 1972 wurde er als Nachfolger Braudels Präsident der sechsten Sektion der École Pratique des Hautes Études und blieb dies, auch als diese 1975 unter dem Namen École des Hautes Études en Sciences Sociales (EHESS) eine eigenständige Hochschule wurde, bis zu seiner Pensionierung 1977. Im Jahr 1978 gründete er die Groupe d’anthropologie historique de l’Occident médiéval (GAHOM), an der er bis 1992 mitwirkte. Er hielt Lehrveranstaltungen bis in das siebzigste Lebensjahr. Zu seinen akademischen Schülern gehörte unter anderen Jean-Claude Schmitt.
Auf einer Dienstreise in Warschau hatte er 1962 die Ärztin Hanka Dunin-Wąsowicz kennengelernt. Sie heirateten im selben Jahr. Seitdem hatte er enge Verbindungen zu Polen. Aus der Ehe gingen zwei Kinder hervor. Seine Frau starb 2004. Daraufhin verfasste er mit dem Buch Avec Hanka einen Rückblick auf vier Jahrzehnte ehelichen und familiären Lebens.

### Letzte Jahre und Tod
In den letzten zehn Jahren seines Lebens war er auf einen Rollstuhl angewiesen. Er zog es daher vor, Kollegen und Weggefährten zum fachlichen Austausch in seiner Wohnung zu empfangen. Er starb im Alter von 90 Jahren im April 2014.
Sein Tod fand ein großes Echo in Presse, Rundfunk und Fernsehen. Die französische Tageszeitung Le Monde widmete neben der neuen französischen Regierung einen Nachruf dem Tod des Historikers auf ihrer Titelseite. Die Todesmeldungen hoben seine Rolle als Vermittler, Aufklärer, Gründer und Wegbereiter hervor. In Deutschland veröffentlichten die großen Tageszeitungen ausführliche Nachrufe auf Le Goff, was bei einem französischen Mediävisten nicht die Regel ist. Zu seinem Gedenken wurde am 27. Januar 2015 an der Bibliothèque nationale de France in Paris ein Kolloquium abgehalten.

## Werk
Sein Werk wurde von Otto Gerhard Oexle zu den „reichsten und interessantesten der internationalen Mittelalterforschung“ gezählt. Sein erstes Buch verfasste er über Die Intellektuellen im Mittelalter (1957, deutsche Übersetzung 1986). Als seine wichtigsten Arbeiten galten ihm seine 1964 veröffentlichte Darstellung Kultur des europäischen Mittelalters (deutsche Übersetzung 1970) und seine 1996 erschienene Biographie Ludwigs des Heiligen (deutsche Übersetzung 2000).
In den 1980er und 1990er Jahren war er mit Georges Duby Herausgeber eines Bandes der von Duby herausgegebenen Reihe zur l’Histoire de la France urbaine. Mit René Rémond gab er die Werkreihe l’Histoire de la France religieuse und mit André Burguière und Jacques Revel die zweibändige l’Histoire de la France heraus. Zusammen mit Jean-Claude Schmitt war er Herausgeber der Dictionnaire raisonné de l’Occident médiéval. Für dieses über 1200 Seiten umfangreiche Sachwörterbuch mit 82 Artikeln konnten die beiden Herausgeber 68 Autoren aus verschiedenen Ländern gewinnen.

### Biographie Ludwigs des Heiligen
Le Goff gehörte zu der Annales-Schule, die einen strukturgeschichtlichen Ansatz verfolgte und Lebensdarstellungen von Einzelpersonen kritisch einstufte. Le Goff rehabilitierte jedoch die Biographie. Mit Le Goff rückte das Individuum wieder in das Zentrum. Er legte über Ludwig den Heiligen eine Biographie vor und begründete sie damit, dass das „Kollektive seinerseits [...] zum Individuellen führt“. Er arbeitete 15 Jahre an seiner Biographie und kam zu der Erkenntnis, „daß die historische Biographie zu den schwierigsten Arten der Geschichtsschreibung gehört“. In seiner Biographie wollte er Ludwig nicht als individuelle Persönlichkeit vorstellen, sondern zeigte ihn als Repräsentanten gesellschaftlicher Typen: als König, als Heiligen, als heiligen König. Er gliederte seine Biographie in drei große Teile. Im ersten Teil verfolgte er das Leben Ludwigs von der Geburt (1226) bis zum Tod (1270) und bis zur Heiligsprechung (1297). Der zweite Teil befasst sich mit der Erinnerung an den heiligen Ludwig und seine Zeitgenossen, und der dritte Abschnitt widmet sich Ludwig dem Heiligen als christlichem König. Seine Biographie fand in der Fachwelt viel Zustimmung und wurde teilweise sogar begeistert aufgenommen. Für Robert Fossier war das Werk „ein Kompendium der gelehrten anthropologischen Forschung und der Sezierung des Innenlebens“.

### Plädoyer für ein langes Mittelalter
Bereits 1983 hat er in einem kurzen Essay (Pour un long Moyen Âge) die verbreitete Definition des Mittelalters als tausendjähriger Epoche zwischen Antike und Neuzeit, die von der Renaissance abgelöst wurde, in Frage gestellt. Er plädierte stattdessen dafür, das Mittelalter bis zum Ende des Ancien Régime auszudehnen. Die Großepoche von der Spätantike bis zum Zeitalter der industriellen Revolution hat er in weitere Unterperioden unterteilt: Vom 3. bis zum 10. Jahrhundert dauerte die Spätantike, danach ein Hochmittelalter vom Jahr 1000, dem Beginn des großen mittelalterlichen Aufschwungs, bis zur Mitte des 14. Jahrhunderts, ein von der Großen Pest bis zur Reformation dauerndes Spätmittelalter und danach die Neuzeit vom Beginn des 16. Jahrhunderts bis zur industriellen Revolution. Auf das lange Mittelalter folgte für ihn sogleich die Zeitgeschichte („L’époque contemporaine“). Die Zeit nach 1950 war für Le Goff eine noch nicht klar klassifizierbare Phase. Seine Sichtweise eines „langen Mittelalters“ hat er 2004 (Un long Moyen Âge) weiter ausgeführt und wenige Wochen vor seinem Tod in einem schmalen Bändchen Faut-il vraiment découper l’histoire en tranches? bekräftigt. Der „Essay“ erschien 2018 auch in deutscher Sprache (Geschichte ohne Epochen?). Sein Ziel war „die Existenz eines langen Mittelalters und die Unzulässigkeit der Renaissance als eigenständige Epoche“ zu begründen. Die Renaissance sei keine eigenständige Epoche, sondern lediglich „die letzte Renaissance eines langen Mittelalters“, das erst im 18. Jahrhundert endete. Ihm ging es vor allem um eine Neubewertung der Entwicklungen im Mittelalter. Sein Verdienst liegt darin, die Subjektivität und Wandelbarkeit der historischen Epocheneinteilungen betont zu haben. Die Geschichtswissenschaft hat dennoch an der traditionellen europäischen Dreiteilung Antike – Mittelalter – Neuzeit bislang festgehalten. Nach Christian Jaser lag dies auch an Le Goff selbst und seinem Unwillen, mit anderen Epochen- und Periodisierungsvorschlägen wie Otto Brunners Konzept von Alteuropa, Reinhart Kosellecks Begriff der werdenden Moderne als Sattelzeit oder Peter Browns These einer spätantiken Transformationsphase in einen produktiven Austausch zu treten.

### Weitere Forschungen
Im Jahr 1956 veröffentlichte er mit Marchands et banquiers au Moyen Âge (Kaufleute und Bankiers im Mittelalter) eine Studie zur gesellschaftlichen, politischen und kulturellen Rolle des Kaufmanns. Ab 1967 war er Mitherausgeber der Zeitschrift Annales, des publizistischen Organs der Annales-Schule.
Als Autor und Herausgeber engagierte er sich für den Gedanken der europäischen Einigung, er war unter anderem Herausgeber der gleichzeitig in mehreren europäischen Ländern erschienenen Buchreihe Europa bauen, in der sich jeder Band mit einem bestimmten Aspekt der gemeinsamen europäischen Geschichte befasste (Die Stadt in der europäischen Geschichte). In seiner 2004 in deutscher Sprache veröffentlichten Darstellung über die Geburt Europas wollte er veranschaulichen, „dass das Mittelalter die Epoche der ersten Entwürfe, der Genese Europas als Realität und als Vorstellung war“. Die karolingische Welt war für ihn kein erfolgreiches Modell, sondern ein „fehlgeborenes Europa“. Anschließend geht er auf „das erträumte und das mögliche Europa des Jahres Tausend“ und auf die Errungenschaften des feudalen Europa des 11. und 12. Jahrhunderts ein. Das 13. Jahrhundert ist für ihn das „schöne“ Europa der Städte und der Universitäten.
Le Goff hat in einer 1981 erschienenen Arbeit die „Geburt des Fegefeuers“ in das 12. Jahrhundert verlegt. Gelobt an der Darstellung wurden vor allem die Originalität des historischen Zugangs und die breite Quellengrundlage. Ihm wurde entgegengehalten, dass das Purgatorium nicht aus dem 12. Jahrhundert stammt, sondern dass sich die Vorstellung eines dritten Ortes zwischen Paradies und Hölle sowie einer zeitlich befristeten Seelenstrafe nach dem Tod bereits in der Patristik belegen lässt.
Le Goff erwarb sich Verdienste in der Erforschung der mittelalterlichen Geschichte Polens. Bis dahin spielte Polen in der französischsprachigen Mediävistik nur eine Nebenrolle. Durch seine 1964 erschienene La Civilisation de l’Occident médiéval (Die Kultur des europäischen Mittelalters) und Un Moyen Âge en images (Das Mittelalter in Bildern), das im Jahr 2000 erschien, rückte die Herrschaft der Jagiellonen im 15. Jahrhundert stärker in den Vordergrund. Förderlich für sein Interesse an der Geschichte Polens waren Fernand Braudel, der sich mit dem Marxismus beschäftigte, und Bronisław Geremek, der von 1960 bis 1965 Leiter des Centre de civilisation polonaise an der Sorbonne war.
Er veröffentlichte 2010 die Darstellung Le Moyen Âge et l’argent. Essai d’anthropologie historique. Bereits ein Jahr nach ihrer Veröffentlichung in Frankreich erschien eine deutsche Übersetzung. Vor allem gestützt auf westeuropäische Quellenbelege werden Aspekte wie Edelmetallgewinnung, Baufinanzierung, Kredit und Wucher, Fernhandelsverkehr oder Steuererhebung thematisiert. Er vertritt darin den Standpunkt, dass Geld im Mittelalter „keine vorrangige Rolle gespielt“ habe. Zwei zentrale Fragestellungen stehen im Zentrum seiner Untersuchung. Er möchte prüfen, „welches Los [...] dem Münzgeld [...] in der Wirtschaft, im Leben, in der Mentalität des Mittelalters beschieden“ war. Außerdem fragt er danach, „wie die von den Christen einzunehmende Haltung gegenüber Geld [...] aufgenommen und gelehrt“ wurde.
Zu Le Goffs zahlreichen Interessen gehörte auch das Kino. Auf Einladung von Jean-Jacques Annaud war er als Ratgeber für kulturgeschichtliche Fragen rund um den Film Der Name der Rose tätig. Le Goff versuchte, das Mittelalter einem breiteren Publikum näherzubringen. Er trat regelmäßig in Rundfunksendungen und vor der Fernsehkamera auf. Er verfasste auch Schulbücher. Von 1968 bis zu seinem Tod kümmerte er sich 46 Jahre lang um die wöchentlich ausgestrahlte Sendung Les Lundis de l’Histoire auf France Culture. Darin wurden historische Neuerscheinungen präsentiert und diskutiert.

## Ehrungen und Mitgliedschaften
Für seine Forschungen wurden Le Goff zahlreiche wissenschaftliche Ehrungen zugesprochen. Im Jahr 1987 ehrte ihn das französische Kultusministerium mit dem Grand Prix National d’histoire. Zum ersten Mal überhaupt wurde 1991 einem Historiker die Médaille d’or du CNRS verliehen. Die Stadt Münster würdigte 1993 seine Leistungen mit dem Historikerpreis. Ein Jahr später wurde ihm der Hegel-Preis zugesprochen. Ebenfalls 1996 verlieh ihm die Académie française den Grand Prix Gobert und 1997 die Stadt Paris den Grand prix d’histoire. Im Jahr 1997 wurde er Commandeur des Ordre des Arts et des Lettres. Er war auswärtiges Mitglied der Polnischen Akademie der Wissenschaften und ordentliches Mitglied der Academia Europaea (1989), korrespondierendes Mitglied der British Academy (1998) und der Medieval Academy of America.
Ihm wurde 2004 der Heineken-Preis durch die Royal Netherlands Academy of Arts and Sciences verliehen. Er wurde Ehrendoktor der Universitäten Jerusalem, Krakau, Warschau, Bukarest, Budapest, Parma, Prag, Löwen, Pavia, Cluj und Rom (La Sapienza). Er war Träger der Palacky-Medaille in Gold der Tschechischen Akademie der Wissenschaften.

## Schriften (Auswahl)
Monographien
- Marchands et banquiers au Moyen Âge (= Que sais-je?,  Bd. 699, ISSN 0768-0066). Presses Universitaires de France, Paris 1956 (In deutscher Sprache als: Kaufleute und Bankiers im Mittelalter (= Fischer-Taschenbücher 7409 Fischer-Wissenschaft). Fischer-Taschenbuch-Verlag, Frankfurt am Main 1989, ISBN 3-596-27409-5).
- Les Intellectuels au Moyen Âge (= Le temps qui court. Bd. 3). Éditions du Seuil, Paris 1957; In deutscher Sprache: Die Intellektuellen im Mittelalter. Klett-Cotta, Stuttgart 1986, ISBN 3-608-93094-9; 2. Auflage ebenda 1987.
- La Civilisation de l’Occident médiéval (= Collection les grandes civilisations. Bd. 3, ISSN 0530-8488). Arthaud, Paris 1964 (In deutscher Sprache als: Kultur des europäischen Mittelalters. Droemer Knaur, München u. a. 1970).
- Das Hochmittelalter (= Fischer Weltgeschichte. Bd. 11 = Fischer-Bücherei.). Fischer-Taschenbuch-Verlag, Frankfurt am Main 1965 (Zahlreiche Auflagen).
- Pour un autre Moyen Âge. Temps, travail et culture en Occident. 18 essais. Gallimard, Paris 1977, ISBN 2-07-029694-6 (In deutscher Sprache als: Für ein anderes Mittelalter. Zeit, Arbeit und Kultur im Europa des 5.–15. Jahrhunderts (= Ullstein-Buch. Nr. 35180 Ullstein-Materialien. Sozialgeschichtliche Bibliothek). Ullstein, Frankfurt am Main u. a. 1984, ISBN 3-548-35180-8).
- La naissance du purgatoire. Gallimard, Paris 1981, ISBN 2-07-025410-0 (In deutscher Sprache als: Die Geburt des Fegefeuers. Klett-Cotta, Stuttgart 1984, ISBN 3-608-93008-6).
- Storia e memoria (= Einaudi Paperbacks. Bd. 171). Giulio Einaudi, Turin 1982, ISBN 88-06-59519-9 (In deutscher Sprache als: Geschichte und Gedächtnis (= Historische Studien. Bd. 6). Campus-Verlag u. a., Frankfurt am Main u. a. 1992, ISBN 3-593-34539-0).
- L’imaginaire médiéval. Essais. Gallimard, Paris 1985, ISBN 2-07-070386-X (In deutscher Sprache als: Phantasie und Realität des Mittelalters. Klett-Cotta, Stuttgart 1990, ISBN 3-608-93131-7).
- La bourse et la vie. Économie et religion au Moyen Age (= Textes du xxe siècle. Bd. 12). Hachette Littératures, Paris 1986, ISBN 2-01-011212-1 (In deutscher Sprache als: Wucherzins und Höllenqualen. Ökonomie und Religion im Mittelalter. Klett-Cotta, Stuttgart 1988, ISBN 3-608-93127-9).
- Saint Louis. Gallimard, Paris 1996, ISBN 2-07-073369-6 (In deutscher Sprache als: Ludwig der Heilige. Klett-Cotta, Stuttgart 2000, ISBN 3-608-91834-5).
- L’Europe racontée aux jeunes. Éditions du Seuil, Paris, Paris 1996, ISBN 2-02-019563-1 (In deutscher Sprache als: Jacques Le Goff erzählt die Geschichte Europas. Campus-Verlag, Frankfurt am Main u. a. 1997, ISBN 3-593-35685-6).
- Pour l’amour des villes. Entretiens avec Jean Lebrun. Textuel, Paris 1997, ISBN 2-909317-45-5 (In deutscher Sprache als: Die Liebe zur Stadt. Eine Erkundung vom Mittelalter bis zur Jahrtausendwende. Campus-Verlag, Frankfurt am Main u. a. 1998, ISBN 3-593-36067-5).
- Saint François d’Assise. Gallimard, Paris 1999, ISBN 2-07-075624-6 (In deutscher Sprache als: Franz von Assisi. Klett-Cotta, Stuttgart 2006, ISBN 3-608-94287-4).
- Un Moyen Âge en images. Hazan, Paris 2000, ISBN 2-85025-741-9 (In deutscher Sprache als: Das Mittelalter in Bildern. Klett-Cotta, Stuttgart 2002, ISBN 3-608-94230-0).
- L’Europe est-elle née au Moyen Âge? Éditions du Seuil, Paris 2003, ISBN 2-02-056341-X (In deutscher Sprache als: Die Geburt Europas im Mittelalter. C. H. Beck, München 2004, ISBN 3-406-51762-5; Neuauflage. (= Beck'sche Reihe. Bd. 6041). Beck, München 2012, ISBN 978-3-406-63093-4).
- mit Nicolas Truong: Une histoire du corps au Moyen Âge. Levi, Paris 2003, ISBN 2-86746-323-8 (In deutscher Sprache als: Die Geschichte des Körpers im Mittelalter. Klett-Cotta, Stuttgart 2007 ISBN 978-3-608-94080-0 (Rezension von Michael Borgolte: Nur in der Missionarsstellung kommt man in den Himmel. In: Frankfurter Allgemeine Zeitung, vom 30. März 2007, S. 45, Rubrik Neue Sachbücher.)).
- Un long moyen âge. Tallandier, Paris 2004, ISBN 2-84734-179-X (Auswahl von in der Zeitschrift L'Histoire 1980–2004 veröffentlichten Schriften)
- Héros et merveilles du Moyen Âge. Éditions du Seuil, Paris 2005, ISBN 2-02-063795-2 (In deutscher Sprache als: Ritter, Einhorn, Troubadoure. Helden und Wunder des Mittelalters. Beck, München 2005, ISBN 3-406-53585-2).
- Le Moyen Âge et l’argent. Essai d’anthropologie historique. Perrin, Paris 2010, ISBN 978-2-262-03260-9 (In deutscher Sprache als: Geld im Mittelalter. Klett-Cotta, Stuttgart 2011, ISBN 978-3-608-94693-2.)

Herausgeberschaften
- mit Georges Duby: Famille et parenté dans l’occident médiéval. Actes du colloque de Paris (6–8 Juin 1974) organisé par l’École pratique des Hautes Études (VIe section) en collaboration avec le Collège de France et l’École Française de Rome. Communications et débats présentés (= Collection de l’École Française de Rome. Band 30). Rom 1977.
- mit Roger Chartier und Jacques Revel: La nouvelle histoire. Retz-C.E.P.L, Paris 1978, ISBN 2-7140-0038-X (In deutscher Sprache als: Die Rückeroberung des historischen Denkens. Grundlagen der Neuen Geschichtswissenschaft. S. Fischer, Frankfurt am Main 1990, ISBN 3-10-042702-5).
- mit Giorgio Cracco, Hagen Keller und Gherardo Ortalli: Europa in costruzione. La forza delle identità, la ricerca di unità (secoli IX–XIII) (= Annali dell'Istituto storico italo-germanico in Trento. Quaderni. Bd. 69). Il mulino, Bologna 2006, ISBN 978-88-15-10906-4.